# John Marius Opitz
John Marius Opitz (Hamburgo, 15 de agosto de 1935) é um geneticista humano estadunidense nascido na Alemanha.